# LKL de 2022–23
A Temporada da Liga Lituana de Basquetebol de 2022–23 foi a 30ª edição da principal competição de basquetebol masculino na Lituânia  disputada entre 24 de setembro de 2022 a 10 de junho de 2023. A equipe do Žalgiris Kaunas reconquistou seu título nacional e ampliou sua hegemonia ao ser campeão pela 24º vez.
A liga oficialmente chama-se Betsafe LKL por motivos de patrocinadores.

## Equipes participantes
Para essa temporada a LKL passou de equipes na temporada passada para doze clubes, sendo que o Gargždai de Palanga, campeão da NKL e a nova equipe do BC Wolves de Vilnius debutaram nesta temporada.
| Clube                   | Localização | Arena                          |
| ----------------------- | ----------- | ------------------------------ |
| 7bet-Lietkabelis        | Panevėžys   | Cido Arena                     |
| CBet Jonavos            | Jonava      | Jonava Sports Arena            |
| Gargždai                | Palanga     | Palanga Arena                  |
| Labas Gas               | Prienai     | Arena Prienai                  |
| Neptūnas                | Klaipėda    | Švyturys Arena                 |
| Nevėžis-Optibet         | Kėdainiai   | Kėdainiai Arena                |
| Pieno žvaigždės         | Pasvalys    | Pasvalys Pieno žvaigždės Arena |
| rytas Vilnius           | Vilnius     | Avia Solutions Group Arena     |
| Šiauliai-7bet           | Šiauliai    | Šiauliai Arena                 |
| Uniclub Casino-Juventus | Utena       | Utena Arena                    |
| Wolves                  | Alytus      | Alytus Arena                   |
| Žalgiris                | Kaunas      | Žalgiris Arena                 |

## Temporada Regular

### Classificação
| Pos. | Clube                   | J  | V  | D  | P+   | P-    | SP   | Classificação        |
| ---- | ----------------------- | -- | -- | -- | ---- | ----- | ---- | -------------------- |
| 1    | Žalgiris                | 33 | 28 | 5  | 2875 | 2406  | 469  | Playoffs             |
| 2    | rytas Vilnius           | 33 | 27 | 6  | 3070 | 2731  | 339  | Playoffs             |
| 3    | Wolves                  | 33 | 23 | 10 | 2851 | 2599  | 252  | Playoffs             |
| 4    | 7bet-Lietkabelis        | 33 | 23 | 10 | 2834 | 2689  | 145  | Playoffs             |
| 5    | Uniclub Casino-Juventus | 33 | 18 | 15 | 2859 | 2.853 | 6    | Playoffs             |
| 6    | CBet Jonavos            | 33 | 18 | 15 | 2657 | 2.663 | -6   | Playoffs             |
| 7    | Neptūnas                | 33 | 16 | 17 | 2652 | 2.722 | -70  | Playoffs             |
| 8    | Nevėžis-Optibet         | 33 | 14 | 19 | 2860 | 2.912 | -52  | Playoffs             |
| 8    | Šiauliai                | 33 | 13 | 20 | 2744 | 2852  | -108 |                      |
| 10   | Pieno žvaigždės         | 33 | 8  | 25 | 2632 | 2.963 | -331 |                      |
| 11   | Gargždai                | 33 | 6  | 27 | 2501 | 2.785 | -284 |                      |
| 12   | Labas Gas               | 33 | 4  | 29 | 2613 | 2973  | -360 | Rebaixado para a NKL |

fonte:lkl.lt, podendo ser conferido em championsleague.basketball e eurobasket.com

### Fase 1 e 2
| Casa\Visitante          | LIE     | JON   | GAR    | PRI     | NEP   | NEV     | PIE    | RYT    | SIA     | JUV    | WOL     | ZAL   |
| ----------------------- | ------- | ----- | ------ | ------- | ----- | ------- | ------ | ------ | ------- | ------ | ------- | ----- |
| 7bet-Lietkabelis        |         | 86-84 | 82-73  | 74-86   | 73-81 | 111-108 | 80-73  | 79-70  | 94-103  | 91-71  | 92-96   | 66-74 |
| CBet Jonavos            | 88-91   |       | 92-85  | 74-85   | 83-66 | 71-64   | 84-77  | 62-75  | 74-82   | 82-84  | 80-62   | 75-80 |
| Gargždai                | 71-91   | 68-69 |        | 74-71   | 54-73 | 71-73   | 79-69  | 76-78  | 56-60   | 68-85  | 76-78   | 71-89 |
| Labas Gas               | 77-96   | 74-80 | 68-95  |         | 92-99 | 86-98   | 89-92  | 66-91  | 63-81   | 68-92  | 78-88   | 66-91 |
| Neptūnas                | 81-73   | 77-93 | 94-69  | 80-75   |       | 86-79   | 91-92  | 70-82  | 93-79   | 98-97  | 100-80  | 71-79 |
| Nevėžis-Optibet         | 73-78   | 91-83 | 99-92  | 89-81   | 67-71 |         | 83-65  | 84-86  | 81-92   | 71-74  | 76-81   | 69-97 |
| Pieno žvaigždės         | 71-77   | 90-92 | 97-92  | 115-110 | 91-85 | 84-93   |        | 72-107 | 75-76   | 80-87  | 71-90   | 59-92 |
| rytas Vilnius           | 109-104 | 71-78 | 102-72 | 98-77   | 93-67 | 88-92   | 118-73 |        | 107-101 | 77-88  | 76-88   | 89-85 |
| Šiauliai                | 85-88   | 85-89 | 92-99  | 97-89   | 61-60 | 95-107  | 81-65  | 80-85  |         | 85-92  | 107-102 | 75-93 |
| Uniclub Casino-Juventus | 87-84   | 88-78 | 92-90  | 94-76   | 95-77 | 84-85   | 93-77  | 89-80  | 85-84   |        | 81-86   | 67-78 |
| Wolves                  | 80-86   | 94-99 | 96-82  | 79-70   | 79-63 | 94-73   | 76-69  | 89-91  | 89-78   | 95-68  |         | 80-75 |
| Žalgiris                | 85-77   | 76-80 | 86-74  | 86-80   | 77-46 | 93-75   | 84-61  | 94-100 | 96-60   | 109-76 | 90-85   |       |

### Fase 3 e 4
| Casa\Visitante          | LIE   | JON    | GAR   | PRI     | NEP    | NEV     | PIE    | RYT    | SIA    | JUV     | WOL    | ZAL   |
| ----------------------- | ----- | ------ | ----- | ------- | ------ | ------- | ------ | ------ | ------ | ------- | ------ | ----- |
| 7bet-Lietkabelis        |       | 85-72  |       | 81-75   | 86-73  | 111-108 | 95-90  |        |        | 85-73   |        | 87-85 |
| CBet Jonavos            |       |        | 67-65 |         |        | 89-78   |        | 81-106 |        | 76-88   | 74-85  | 82-89 |
| Gargždai                | 65-86 |        |       |         |        | 73-87   |        | 81-99  | 56-60  | 77-76   | 85-82  |       |
| Labas Gas               |       | 69-72  | 90-77 |         | 84-94  |         | 85-91  | 86-97  |        |         |        | 57-94 |
| Neptūnas                | 73-86 | 76-70  | 91-86 |         |        | 97-91   |        | 86-90  |        |         | 75-104 | 80-91 |
| Nevėžis-Optibet         | 77-90 |        |       | 112-105 |        |         |        |        | 91-81  | 143-134 | 81-88  |       |
| Pieno žvaigždės         |       | 98-100 | 89-78 |         | 78-87  | 98-88   |        | 75-104 |        |         |        | 61-88 |
| rytas Vilnius           | 92-91 |        | 91-65 |         | 107-99 | 99-93   | 118-73 |        | 109-84 | 103-101 | 102-98 |       |
| Šiauliai-7bet           | 80-89 | 73-84  |       | 114-87  | 87-89  |         | 95-89  |        |        |         |        |       |
| Uniclub Casino-Juventus | 91-93 |        |       | 86-90   | 85-83  |         | 84-81  |        | 89-80  |         |        |       |
| Wolves                  | 70-65 | 76-80  |       | 94-58   |        |         | 94-63  |        | 83-73  | 106-79  |        |       |
| Žalgiris                |       |        | 96-70 | 86-80   |        | 95-89   |        | 81-75  | 84-60  | 92-78   | 71-65  |       |

## Playoffs

### Confrontos

#### Quartas de final
| Time 1           | Série | Time 2                  | 1º Jogo  | 2º Jogo | 3º Jogo |
| ---------------- | ----- | ----------------------- | -------- | ------- | ------- |
| Žalgiris         | 2 - 0 | Nevėžis-Optibet         | 92 - 86  | 90 - 71 | -       |
| 7bet-Lietkabelis | 2 - 1 | Uniclub Casino-Juventus | 101 - 99 | 73 - 85 | 86 - 77 |
| rytas Vilnius    | 2 - 0 | Neptūnas                | 107 - 99 | 95 - 91 | -       |
| Wolves           | 0 - 2 | CBet Jonavos            | 76 - 80  | 75 - 80 | -       |

#### Semifinal
| Time 1        | Série | Time 2           | 1º Jogo | 2º Jogo | 3º Jogo | 4º Jogo | 5º Jogo |
| ------------- | ----- | ---------------- | ------- | ------- | ------- | ------- | ------- |
| Žalgiris      | 3 - 1 | 7bet-Lietkabelis | 66 - 67 | 95 - 66 | 69 - 58 | 86 - 83 | -       |
| rytas Vilnius | 3 - 0 | CBet Jonavos     | 82 - 67 | 82 - 74 | 90 - 85 | -       | -       |

#### Decisão de terceiro lugar
| Time 1           | Série | Time 2       | 1º Jogo | 2º Jogo | 3º Jogo | 4º Jogo | 5º Jogo |
| ---------------- | ----- | ------------ | ------- | ------- | ------- | ------- | ------- |
| 7bet-Lietkabelis | 3 - 2 | CBet Jonavos | 80 - 89 | 88 - 87 | 63 - 82 | 75 - 55 | 84 - 72 |

#### Final
| Time 1   | Série | Time 2        | 1º Jogo  | 2º Jogo | 3º Jogo | 4º Jogo | 5º Jogo |
| -------- | ----- | ------------- | -------- | ------- | ------- | ------- | ------- |
| Žalgiris | 3 - 2 | rytas Vilnius | 108 - 93 | 68 - 69 | 71 - 94 | 95 - 80 | 97 - 87 |

## Campeões
| Betsafe LKL 2022-23 Campeões |
| ---------------------------- |
| Žalgiris Kaunas 24º título   |

## Clubes lituanos em competições europeias
| Clube         | Competição        | Resultado                                                                      |
| ------------- | ----------------- | ------------------------------------------------------------------------------ |
| Žalgiris      | EuroLiga          | Eliminado - nas Quartas de finais para FC Barcelona (3-0; 91-69, 89-81, 66-77) |
| Lietkabelis   | EuroCopa          | Eliminado - nas Oitavas de finais para Paris Basketball (97-98)                |
| Šiauliai      | Liga dos Campeões | Eliminado - nas classificatórias para Heroes Den Bosch (73-85)                 |
| rytas Vilnius | Liga dos Campeões | Eliminado - como 3º colocado no Gr.J com 3 vitórias e 3 derrotas               |
| Wolves        | Copa Europeia     | Eliminado - nas classificatórias para Rilski Sportist (76-91)                  |
| CBet Jonavos  | Copa Europeia     | Eliminado - nas classificatórias para Craiova (73-85)                          |